# Daisuke Igarashi
Daisuke Igarashi (五十嵐大介?, Igarashi Daisuke; Prefettura di Saitama, 2 aprile 1969) è un fumettista e artista giapponese.
Le opere di Igarashi sono ispirate dal folclore, dalla natura combinata con il surrealismo e la spiritualità.
Rispettato dalla critica, vanta alcuni premi e nomination come: l'Excellence Prize ai 2004 Japan Media Arts Festival per il manga Witches. pubblicato in Italia da Kappa Edizioni nel 2006. Un'altra sua opera, Little Forest, è stata nominata al Premio culturale Osamu Tezuka nel 2005.

## Opere
- Hanashippanashi (はなしっぱなし?) (1994-1996)
- Little Forest (リトル・フォレスト?, Ritoru Foresuto) (2002-2005)
- Spirit in the Sky (五十嵐大介作品集 そらトびタマシイ?, Sora Tobi Tamashii) (2002)
- Witches (魔女?, Majo) (2003-2005)
- Children of the Sea (海獣の子供?, Kaijū no kodomo) (2006-2011)
- Kabocha no Bouken (カボチャの冒険?) (2007)
- Saru (2009-2010)
- Designs (ディザインズ?) (2015-2019)
- Umwelt (ウムヴェルト?) (2017)